# Bojná
Bojná és un poble i municipi d'Eslovàquia que es troba a la regió de Nitra, prop del riu Nitra i de la frontera amb les regions de Trnava i Trenčín. Té una superfície de 33,81 km², i el 2018 tenia una població estimada de 2.030 habitants. La primera menció escrita de la vila es remunta al 1424.

## Demografia
| Godina             | 1994 | 2004   | 2014   | 2024   |
| ------------------ | ---- | ------ | ------ | ------ |
| Nombre de persones | 2064 | 1933   | 2033   | 1957   |
| Diferència         |      | −6,34% | +5,17% | −3,73% |

| Godina             | 2023 | 2024   |
| ------------------ | ---- | ------ |
| Nombre de persones | 1967 | 1957   |
| Diferència         |      | −0,50% |